# 휴 로프팅
휴 로프팅(영어: Hugh Lofting, 1886년 1월 14일 ~ 1947년 9월 26일)은 영국의 아동문학 작가이다. 《둘리틀 선생》 시리즈로 잘 알려져 있다.